# Peugeot Type 29
La Peugeot Type 29 est un modèle d'automobile produit par le constructeur français Peugeot en 1899.